# Campagnolo

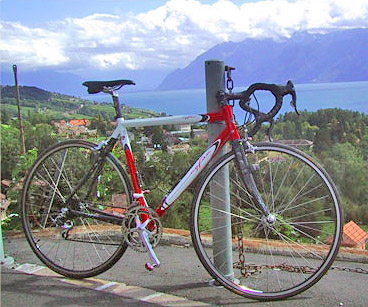
Bicicletă Campagnolo

Campagnolo este o companie producătoare de componente de bicicete cu sediul în Vicenza, Italia.

## Campagnolo în România
Campagnolo deține în România compania Mechrom Industry și a intrat pe piața locală cu o fabrică în Pitești în 2005 când a închiriat un spațiu de circa 600 mp.
În următorii ani compania s-a extins ajungând la un spațiu de zece ori mai mare, iar în 2011 a deschis o a doua fabrică construită de la zero.
Compania a devenit în anul 2013 cel mai important jucător din producția locală de biciclete, părți componente și accesorii, pe o piață pe care o domină clar alături de francezii de la Decathlon și Eurosport DHS.
În anul 2013, compania a avut o cifră de afaceri de aproape 196,8 milioane de lei.